# Бигс
Бигс (англ. Biggs) — город в округе Бьютт в штате Калифорния в Соединённых Штатах Америки.
Согласно данным переписи населения США, проведённой в 2020 году, число жителей города составляло 1964 человек, что, для такого небольшого населённого пункта, существенно больше (+ 15,1 %), чем было во время предыдущей переписи прошедшей в 2010 году (1707 человек).

## География
Согласно данным представленным Бюро переписи населения США, общая площадь города составляет 0,9 квадратных мили (2,3 км2), и вся эта территория приходится на сушу.

## История

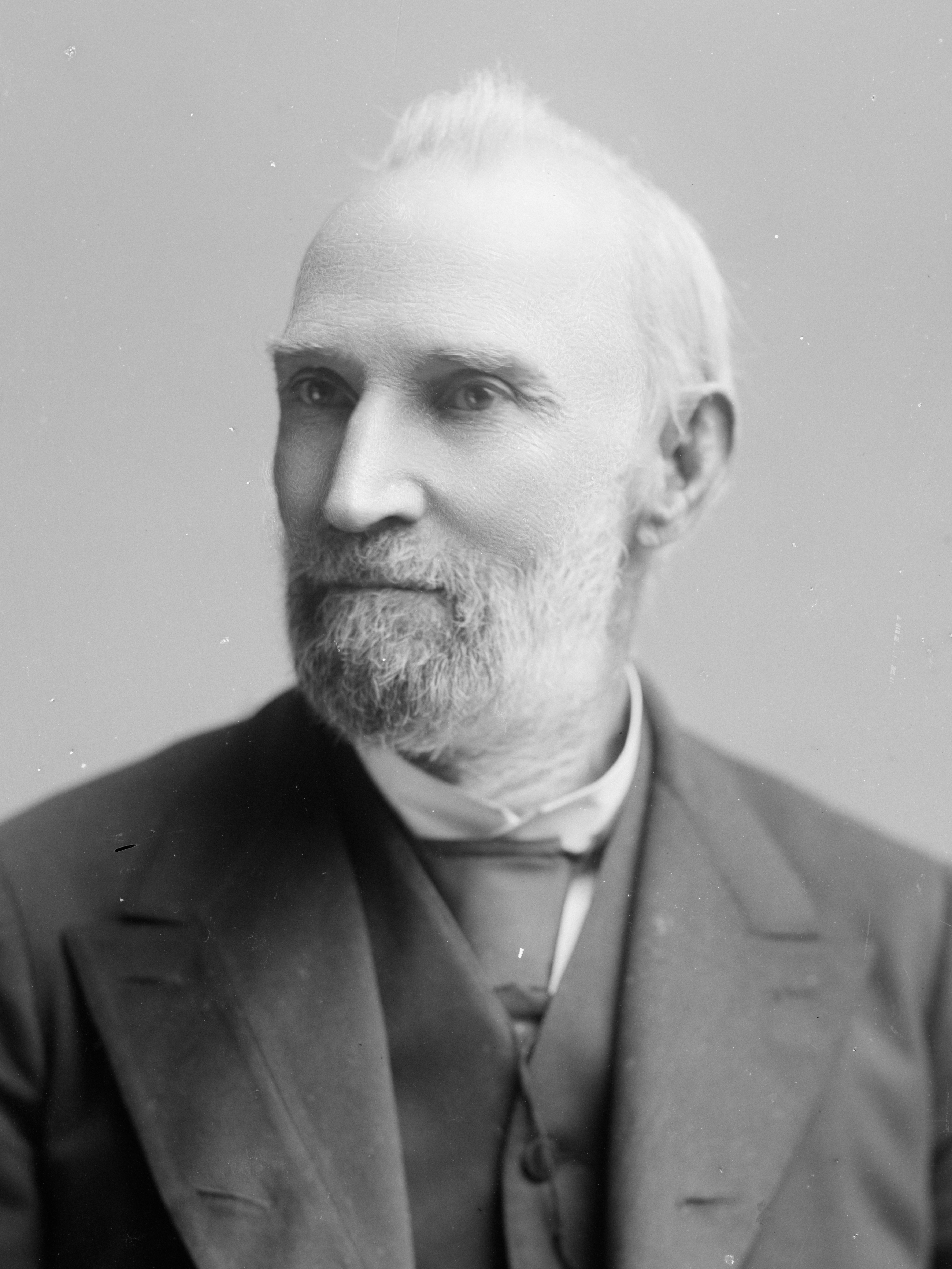
Мэрион Биггс

Первые европейские поселенцы освоились на этих землях в XIX веке. В 1871 году здесь было открыто первое отделение Почтовой службы США. Сообщество было названо в честь майора Мэриона Биггса (1823—1910), который первым отправил из города зерно по железной дороге.
26 июня 1903 года поселение было инкорпорировано и включено в реестр штата Калифорния, благодаря чему некорпоративное сообщество официально получило статус города.
В 2019 году мэр города Вуберна Ральф Гранде объявил Биггс городом-побратимом.
С момента основания население Вуберна уверенно росло каждое десятилетие со скоростью от 6,0 % (1960-е) до 501,1 % (1890-е), за исключением двух «провалов» в 1930-х и 2010-х годах (− 32,2 % и − 4,8 % соответственно).